# Кјеза Сан Мартино (Модена)
Кјеза Сан Мартино је насеље у Италији у округу Модена, региону Емилија-Ромања.
Према процени из 2011. у насељу је живело 6 становника. Насеље се налази на надморској висини од 25 м.